# 浦东新区档案馆
浦东新区档案馆是中華人民共和國上海市浦東新區的一個檔案館，與上海市浦东新区档案局合署辦公。前身是1959年5月14日成立的川沙县档案资料馆。1960年6月24日，川沙县档案资料馆更名为上海市川沙县档案馆。1961年2月10日，浦东县档案馆并入上海市川沙县档案馆。1985年10月15日，更名為川沙县档案馆。1986年6月2日，川沙县档案局成立，並與川沙县档案馆合署办公。1993年7月2日改制為上海市浦东新区档案馆，當時位於新川路540號。1993年12月，浦東新區檔案學會成立。2006年，位於合欢路201号的浦东新区档案新馆對外開放。

## 外部連結
- 官方网站